# Al-Kurh
Al-Kurh fou una antiga població i antic districte del nord del Hijaz. El districte era habitat per la tribu dels Udhra; a la ciutat s'hi celebrava una important fira. Mahoma hi va pregar i s'hi va construir una mesquita. El districte fou generalment anomenat pel nom de la capital, però el seu nom correcte era Wadi l-Kura. El geògraf al-Muqaddassí (mort vers 1000) diu que al seu temps era encara florent, concorreguda per comerciants i defensada per una forta ciutadella, i els jueus hi eren majoria (a la ciutat, perquè després esmenta que el sunnites eren majoria, suposadament, al districte).
A. Musil va identificar les ruïnes de la ciutat com les anomenades d'al-Mubbia (al-Mabyat). a uns 10 km al sud d'al-Ula.